# Livlinan
För säkerhetsföremålet, se livlina.
Livlinan (ursprungligen "Livslinjen") är en kristen telefonjour som ekonomiskt och socialt hjälper gravida kvinnor som vill ha hjälp att kunna föda sitt barn. De ger även rådgivning till kvinnor som mår dåligt till följd av en abort.